# Curimus insignis
Curimus insignis là một loài bọ cánh cứng trong họ Byrrhidae. Loài này được Steffahny miêu tả khoa học năm 1842.